# Maersk Tankers
Maersk Tankers je danska brodarska tvrtka koja se bavi globalnim tankerskim prijevozom te je u vlasništvu danskog konglomerata A.P. Moller – Maersk Group. Smatra se jednom od najvećih tvrtki za transport sirove nafte, naftnih derivata i zemnog plina. 

## Povijest
Tvrtku je 1928. godine u Kopenhagenu osnovao brodarski magnat Arnold Peter Møller. Maersk Tankers je 2009. ostvarivao prihod od 1,166 milijardi USD te je raspolagao sa 178 tankera i imao kontrolu nad još 97 brodova. Također, Maersk Tankers je početkom 2009. kupio švedsku brodarsku tvrtku Broström Tankers.
U srpnju 2010. Maersk Tankers je u suradnji s južnokorejskim brodogradilištem Hyundai Heavy Industries započela s razvojem brodova za prijevoz ugljičnog dioksida.

## Vanjske poveznice
- Službene web stranice brodarske kompanije